# 消費物
消費物為依一般使用方式，使用一次即為消滅或改變本質，而無法再用於同一目的的物，消費物可為消費借貸及消費寄託的標的物。訂立使用消費物為目的的契約須移轉物的所有權。與非消費物相對，如酒、米、柴、鹽、油及金錢等屬之，而金錢較特殊，金錢因一次使用後，移轉於他人，無法再使用，所以為消費物。